# Бері Борох
Борох Бері (близько 1867, Городниця — 1940) — український майстер розпису на фарфорі та фаянсі.

## Біографія
Народився близько 1867 року в містечку Городниці (тепер селище міського типу Новоград-Волинського району Житомирської області, Україна). Навчався у свого батька, робітника фарфорового заводу.
З 1887 року працював на Кам'янобрідській фаянсовій фабриці. Помер у 1940 році.

## Творчість
Розписував посуд, скульптури, статуетки. У своїй творчості використовував мотиви народного орнаменту Волині, птахів та квітів місцевої флори.